# Bernd Jeschek

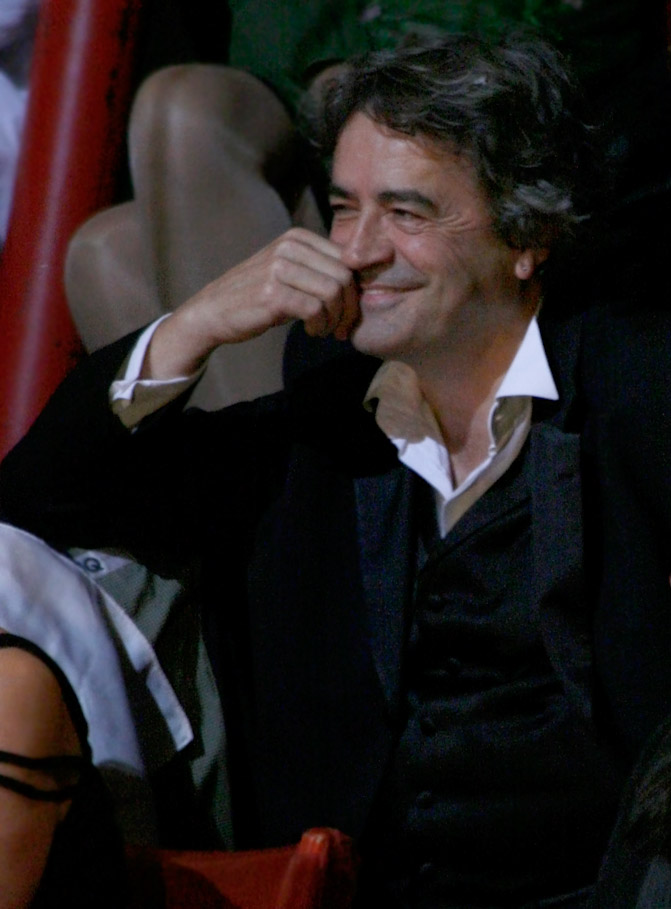
Bernd Jeschek, 2009

Bernd Jeschek (* 14. Jänner 1949 in Gaal, Steiermark) ist ein österreichischer Schauspieler, Regisseur, Drehbuchautor und Musiker. Bernd Jeschek hat als Theaterdarsteller an vielen Schauspielhäusern gespielt und in über 30 deutschsprachigen Produktionen bei Film und Fernsehen mitgewirkt.

## Werdegang
Jeschek ist ein Sohn des Gemeindearztes Sepp Jeschek. Nach der Volksschule in Zeltweg und dem Gymnasium in Knittelfeld studierte er an der Hochschule für Musik und darstellende Kunst in Graz, Abteilung Schauspiel, mit Abschluss 1972. Es folgten Engagements unter anderem am Grazer Schauspielhaus und am Düsseldorfer Schauspielhaus. Gastspiele hatte er am Burgtheater Wien, Volkstheater Wien, Schauspielhaus Essen, Staatstheater am Gärtnerplatz in München, Staatstheater Wiesbaden, Hebbel-Theater in Berlin, Wiener Metropol, Salzburger Landestheater.
Zu Beginn seiner Karriere wirkte er in mehreren Fernsehproduktionen von Axel Corti mit. Ab 1988 war er neben Heiner Lauterbach einer der Hauptdarsteller der österreichischen Folgen der europäischen Fernsehserie Eurocops, daneben spielte er zahlreiche Rollen in deutschen und österreichischen Fernsehfilmen und Serien.
Seit 1986 ist er freischaffend als Schauspieler und Regisseur tätig.
Bernd Jeschek lebt in Berlin und Wien.

## Auszeichnungen
- 1981: Förderpreis für Literatur der Landeshauptstadt Düsseldorf[2]
- 2009: Nominierung als Bester Schauspieler am Tiroler Landestheater für Das Fest (Helge) bei der Verleihung des Nestroy-Theaterpreises 2009
- 2014: Verleihung Berufstitel Professor durch den Österreichischen Bundespräsidenten

## Filmografie (Auswahl)

### Kino-Filme (Auswahl)
- 1975: Die Brücke von Zupanja – Regie: Harald Philipp
- 1998: Alle für die Mafia – Regie: Gernot Friedel
- 2000: Komm, süßer Tod – Regie: Wolfgang Murnberger
- 2008: Jump! – Regie: Joshua Sinclair

### Fernsehfilme (Auswahl)
- 1975: Totstellen – Regie: Axel Corti
- 1976: Ein Badeunfall – Regie: Fritz Umgelter
- 1982: An uns glaubt Gott nicht mehr – Regie: Axel Corti
- 2004: Redner rund um die Uhr – Regie: Martin Polasek
- 2006: Kronprinz Rudolfs letzte Liebe – Regie: Robert Dornhelm
- 2007: Fast ein Volltreffer – Regie: Oliver Dommenget
- 2009: Puccini – Regie: Giorgio Capitani
- 2009: Detektiv wider Willen – Regie: Xaver Schwarzenberger
- 2009: Anna und der Prinz – Regie: Julian Pölsler
- 2011: Der Eisenhans – Regie: Manuel Siebenmann

### Fernsehserien (Auswahl)
- 1988–1993: Eurocops
- 1989: Peter Strohm – Das blaue Wunder
- 2000: Medicopter 117 – Jedes Leben zählt – Corrers Rache
- 2006: Medicopter 117 – Flug ins Ungewisse
- 2006: SOKO Wien
- 2008: SOKO Kitzbühel – Ein Tod, ein Leben
- 2008: Die Rosenheim-Cops – Mörderische Volksmusik
- 2009: Der Dicke
- 2010: Die Rosenheim-Cops – Waidmanns Unheil
- 2011: Das Glück dieser Erde
- 2011: Schlawiner – Die Suppe
- 2012: Notruf Hafenkante – Figaros Rache
- 2013: CopStories – Bahöh
- 2013: Schlawiner – Alles über Rosie
- 2014: SOKO Kitzbühel – Vergeltung: Teil 2